# Sh2-142
Sh2-142 è una nebulosa a emissione visibile nella costellazione di Cefeo.
Si individua nella parte centro-meridionale della costellazione, prolungando la linea che congiunge le stelle ζ Cephei e δ Cephei e deviando poco verso sud; il periodo più indicato per la sua osservazione nel cielo serale ricade fra i mesi di luglio e dicembre ed è notevolmente facilitata per osservatori posti nelle regioni dell'emisfero boreale terrestre, dove si presenta circumpolare fino alle regioni temperate calde.
Sh2-142 è una regione H II situata sul Braccio di Perseo, alla distanza di 3537 parsec (quasi 11530 anni luce). Appare legata al giovane ammasso aperto NGC 7380 e possiede una massa di circa 4000 M⊙; la responsabile della sua ionizzazione è la stella binaria a eclisse DH Cephei, formata da due stelle di classe spettrale O6. Alla nebulosa è anche legata una nube molecolare contenente da 6000 a 15000 M⊙, oltre all'ammasso aperto NGC 7382; tutti questi oggetti fanno parte della grande associazione Cepheus OB1.